# جشنواره فیلم پارسی
جشنواره فیلم پارسی استرالیا (PFFA) جشنواره‌ی رقابتی سالانه است که به نمایش آثار فیلم‌سازان ایرانی و فارسی‌زبانان از سراسر جهان اختصاص دارد. این جشنواره معمولاً در بازه‌ای ده‌روزه بین آوریل و می برگزار می‌شود و مجموعه‌ای از فیلم‌های بلند، مستندها و فیلم‌های کوتاه را به نمایش می‌گذارد. در این جشنواره، جوایز متعددی از جمله غزال طلایی برای بهترین فیلم بلند، بهترین مستند و بهترین فیلم کوتاه اهدا می‌شود. از سال ۲۰۱۱، مدیریت این جشنواره بر عهده امین پلنگی است.

## تاریخچه
جشنواره فیلم پارسی استرالیا در سال ۲۰۱۱ توسط امین پلنگی، فیلم‌ساز ایرانی-استرالیایی، تأسیس شد. نخستین دوره این جشنواره در سیدنی برگزار شد و سپس به دیگر شهرهای بزرگ استرالیا گسترش یافت و در سالن‌های Palace Cinemas به نمایش درآمد.
این جشنواره با نمایش آثاری با مضامین هویت، مهاجرت و مسائل اجتماعی به عنوان بستری برای معرفی سینمای پارسی و تقویت تبادلات فرهنگی میان جوامع استرالیایی و فارسی‌زبان عمل کرده است. این جشنواره همچنین میزبان نخستین نمایش آثاری از اصغر فرهادی و محمد رسول‌اف در استرالیا بوده است.

## بخش رقابتی و جوایز
جایزه غزال طلایی نمادی از حیات هنری و شهود خلاقانه، برگرفته از نقش یک غزال بالدار باستانی متعلق به شاهنشاهی هخامنشی است. هر ساله، هیئتی از داوران، فیلم‌های منتخب را ارزیابی کرده و در بخش‌های زیر جایزه غزال طلایی اهدا می‌کنند:
- بهترین فیلم بلند
- بهترین مستند
- بهترین فیلم کوتاه

## دوره‌ها
- اولین جشنواره فیلم پارسی (۲۳ تا ۲۶ فوریه ۲۰۱۲)
- دومین جشنواره فیلم پارسی (۲۰۱۳)
- سومین جشنواره فیلم پارسی (۲۰۱۴)
- چهارمین جشنواره فیلم پارسی (۲۰۱۵)
- پنجمین جشنواره فیلم پارسی (۲۰۱۶)[۱۰]
- ششمین جشنواره فیلم پارسی (۲۰۱۷)
- هفتمین جشنواره فیلم پارسی (۲۰۱۸)[۱۱][۱۲]
- هشتمین جشنواره فیلم پارسی (۲۰۱۹)[۱۳][۱۴][۱۵][۱۶]
- نهمین جشنواره فیلم پارسی (۲۰۲۰)[۱۷][۱۸][۱۹][۲۰]
- دهمین جشنواره فیلم‌های ایرانی (۲۶ آوریل تا ۷ مه ۲۰۲۴)
- یازدهمین جشنواره فیلم پارسی (۱ تا ۱۱ مه ۲۰۲۵)

## برندگان جشنواره فیلم پارسی
| سال  | فیلم                                        | کارگردان                                    | ملیت                                        | دسته‌بندی                                    | منبع          |
| ---- | ------------------------------------------- | ------------------------------------------- | ------------------------------------------- | ------------------------------------------- | ------------- |
| ۲۰۱۲ | لطفاً مزاحم نشوید                            | محسن عبدالوهاب                              | ایران                                       | فیلم بلند                                   | [ ۲۱ ]        |
| ۲۰۱۲ | ابله                                        | امیر عزیزی                                  | ایران                                       | کوتاه                                       |               |
| ۲۰۱۶ | فروشنده                                     | اصغر فرهادی                                 | ایران                                       | فیلم بلند                                   | [ ۲ ]         |
| ۲۰۱۶ | ۵۰۰ مثقال طلا                               | شهرزاد دادگر                                | ایران                                       | کوتاه                                       | [ ۲ ]         |
| ۲۰۱۷ | رفتن                                        | نوید محمودی                                 | ایران                                       | فیلم بلند                                   | [ ۲۲ ]        |
| ۲۰۱۷ | نجاتم بده                                   | محسن نبوی                                   | ایران                                       | کوتاه                                       |               |
| ۲۰۱۸ | درساژ                                       | پویا بادکوبه                                | ایران                                       | فیلم بلند                                   | [ ۲۳ ]        |
| ۲۰۱۸ | حیوان                                       | بهمن ارک، بهرام ارک                         | ایران                                       | کوتاه                                       |               |
| ۲۰۱۹ | هفت و نیم                                   | نوید محمودی                                 | ایران                                       | فیلم بلند                                   | [ ۲۴ ] [ ۲۵ ] |
| ۲۰۱۹ | فریاد رو به باد                             | سیاوش جمالی، عطا مهراد                      | ایران                                       | مستند                                       | [ ۲۵ ]        |
| ۲۰۱۹ | تتو                                         | فرهاد دلارام                                | ایران                                       | کوتاه                                       | [ ۲۵ ]        |
| ۲۰۲۰ | پری                                         | سیامک اعتمادی                               | یونان                                       | فیلم بلند                                   | [ ۲۶ ] [ ۲۷ ] |
| ۲۰۲۰ | امتحان                                      | سونیا حداد                                  | ایران                                       | کوتاه                                       | [ ۲۶ ]        |
| ۲۰۲۱ | جشنواره به دلیل شیوع بیماری کووید-۱۹ لغو شد | جشنواره به دلیل شیوع بیماری کووید-۱۹ لغو شد | جشنواره به دلیل شیوع بیماری کووید-۱۹ لغو شد | جشنواره به دلیل شیوع بیماری کووید-۱۹ لغو شد |               |
| ۲۰۲۲ | جشنواره به دلیل شیوع بیماری کووید-۱۹ لغو شد | جشنواره به دلیل شیوع بیماری کووید-۱۹ لغو شد | جشنواره به دلیل شیوع بیماری کووید-۱۹ لغو شد | جشنواره به دلیل شیوع بیماری کووید-۱۹ لغو شد |               |
| ۲۰۲۳ | حریف                                        | میلاد عالمی                                 | سوئد                                        | فیلم بلند                                   | [ ۲۸ ]        |
| ۲۰۲۳ | سعی می‌کنم به یاد بیاورم                     | پگاه آهنگرانی                               | ایران                                       | کوتاه                                       |               |